# Immeuble au 8, rue d'Austerlitz à Strasbourg
L'immeuble au 8, rue d'Austerlitz est un monument historique situé à Strasbourg, dans le département français du Bas-Rhin.

## Localisation
Ce bâtiment est situé au 8, rue d'Austerlitz à Strasbourg.

## Historique
L'édifice fait l'objet d'une inscription au titre des monuments historiques depuis 2015.